# Rudolf Sieckenius
Rudolf Sieckenius (Ludwigsthal, 15 maggio 1896 – Märkisch Buchholz o Berlino, 28 aprile 1945) è stato un generale tedesco, noto in particolare per essere stato il comandante della 16. Panzer-Division all'inizio della campagna d'Italia.
Arruolatosi volontario nel Deutsches Heer nel 1914, combatté sul fronte occidentale durante la prima guerra mondiale, quindi nel dopoguerra intraprese una carriera nella polizia; nel 1934, tuttavia, tornò nei ranghi delle forze armate e presto divenne ufficiale della branca corazzata della Wehrmacht; partecipò così all'invasione della Polonia e alla campagna di Francia, agli ordini del generale Erwin Rommel. Posto al comando di un reggimento della 16. Panzer-Division, combatté nel settore meridionale del fronte orientale sino alla battaglia di Stalingrado, alla cui conclusione rimase ferito. Nell'estate 1943, divenuto maggior generale, ebbe il comando proprio di quella divisione corazzata: alla sua testa tentò di respingere gli Alleati sbarcati a Salerno. Destituito a fine ottobre, nel corso del 1944 fu nominato comandante di una serie di divisioni di fanteria, talvolta di mediocre qualità, l'ultima delle quali fu la 391. Sicherungs-Division che cercò di portare a un livello sufficiente di preparazione. Tra il gennaio e l'aprile 1945 egli fu coinvolto nell'operazione Vistola-Oder e nell'assalto finale sovietico a Berlino, ma le fonti non concordano se rimase ucciso durante la battaglia di Halbe oppure se si mise alla testa di un attacco suicida all'interno della capitale.

## Biografia

### Gioventù e prima guerra mondiale
Rudolf Sieckenius nacque nella cittadina prussiana di Ludwigsthal, in Slesia, allora parte dell'Impero tedesco. Il padre Alexander era un uomo d'affari di successo, le cui attività si svolgevano soprattutto in Francia; il giovane studiò così la lingua francese, matematica e contabilità. Allo scoppio della prima guerra mondiale Sieckenius si offrì volontario per il Deutsches Heer e fu assegnato, il 22 agosto 1914, al Feld-Artillerie-Regiment von Podbielski (1. Niederschlesisches) Nr. 5 dipendente dalla 9. Division reclutata principalmente in Slesia: la divisione fece parte della 5. Armee e partecipò alla battaglia di Lorena, dove rimase per i successivi due anni schierata in trincea. In questo periodo Sieckenius ottenne il trasferimento alla cavalleria e studiò per diventare ufficiale di tale arma, ma le necessità della fanteria nella sanguinosa guerra di posizione fecero sì che cambiasse assegnazione: il 27 dicembre 1916 ottenne il brevetto di sottotenente e fu posto al comando di un plotone nel 5. Niederschlesische Infanterie-Regiment Nr. 154, sempre parte della 9. Division. In questa veste combatté nella seconda battaglia dell'Aisne e nella seconda battaglia di Verdun, per poi divenire aiutante di battaglione in novembre. Provata da dure perdite, la 9. Division fu posta in riserva e tornò in azione solo nel marzo 1918, prendendo parte alla disastrosa seconda battaglia della Marna; la fine della guerra trovò Sieckenius ancora in armi in Lorena, con quel che rimaneva della divisione. Fu congedato il 20 ottobre 1919.

### Gli anni venti e trenta
Come molti altri militari rimasti senza occupazione, Sieckenius fece domanda per entrare nella polizia locale slesiana, che fu accettata il 29 aprile 1920. Promosso tenente, si mise in luce come istruttore e come preparatore atletico delle reclute; frequentò con profitto la scuola di cavalleria di Bamberga, fu scelto come comandante della "Compagnia di scorta" del battaglione montato di polizia e nel 1928 ebbe i gradi di capitano. Nel 1934 il regime nazista varò il grande e segreto programma di riarmo della Germania: a questo scopo, il ministero della Difesa fece diffondere una circolare che sollecitava gli ex militari a presentarsi, occasione che Sickenius colse subito. Il 27 maggio fu integrato nella Reichswehr come capitano di cavalleria nell'11. Kavallerie-Regiment (per un'altra fonte la cosa era già avvenuta il 1º ottobre 1932), quindi il 1º aprile 1935 fu trasferito allo schwere Kavallerie-Regiment 7 come ufficiale di stato maggiore e, poco dopo, selezionato come comandante dei primi reparti motorizzati affidati al reggimento. Rimasto colpito dal potenziale delle nuove truppe corazzate, Sieckenius ottenne di esservi trasferito e a fine anno divenne comandante della 6. Panzer-Kompanie, Panzer-Regiment 2 aggregato alla 1. Panzer-Division. Fu promosso maggiore nel marzo 1936, ma solo in ottobre passò al ruolo di aiutante del generale Maximilian von Weichs, il comandante della divisione. Nell'ottobre 1937 passò alla testa del 1º battaglione del Panzer-Regiment 15, con il cui comandante ebbe rapporti tanto tesi che, nel gennaio 1939, scoppiò un alterco in pubblico; Sieckenius non ebbe però conseguenze particolari, fu solo riassegnato al comando del Panzer-Abteilung 66 che operava nei ranghi della 2. leichte Division.

### La seconda guerra mondiale

#### Le campagne del 1939-1943
Il 1º settembre 1939 Sieckenius ebbe la promozione a tenente colonnello, lo stesso giorno dell'avvio della campagna di Polonia e dell'inizio della seconda guerra mondiale: egli si distinse alla guida del suo reparto, sebbene il tipo di divisione, sul campo, si dimostrò squilibrato. In inverno, perciò, la 2. leichte Division fu potenziata e riorganizzata come 7. Panzer-Division, il cui comando passò dal generale Georg Stumme al generale Erwin Rommel. Con questa unità partecipò alla campagna di Francia e, in particolare, alla profonda avanzata in territorio avversario, quindi rimase nelle zone occupate fino al febbraio 1941: in questo periodo Rommel, posto alla testa del Deutsches Afrikakorps, fu rimpiazzato dal generale Hans von Funck. Il 30 aprile Sieckenius fu a sua volta trasferito a Bucarest, dove si unì ai ranghi della nuova 16. Panzer-Division, una delle dieci nuove divisioni corazzate dello Heer ottenute, comunque, mediante lo sdoppiamento delle dieci già esistenti; egli fu nominato comandante del 2. Panzer-Regiment ed ebbe come diretto superiore il capace generale Hans-Valentin Hube. Il 22 giugno scattò l'operazione Barbarossa e Sieckenius attraversò il fiume Bug assieme all'11. Panzer-Division presso Krystinopil', prendendo parte all'importante battaglia di Brody-Dubno: per le sue doti di comando ricevette il 15 luglio la Croce di cavaliere della Croce di Ferro. Egli condusse quindi il reggimento corazzato fino a Mykolaïv, dove lo slancio tedesco fu fermato. Nuovi ordini destinarono la fanteria a occupare la città e Sieckenius seguì il resto della 16. Panzer-Division verso nord, venendo coinvolto nella battaglia di Uman' e nella distruzione della 18ª Armata sovietica a Melitopol'. Il 1º ottobre ricevette i gradi di colonnello, con validità retrodatata al 1º febbraio 1941, e in novembre collaborò alla cattura di Rostov; la città fu tuttavia evacuata dopo poco, di fronte all'improvvisa controffensiva invernale sovietica e alle misere condizioni logistiche. Sieckenius stabilizzò il suo tratto di fronte sul fiume Mius e pose il proprio comando a Stalino, da dove si dedicò a ricostituire e riequipaggiare il provato 2. Panzer-Regiment.
L'esercito tedesco lanciò l'operazione Blu nel giugno 1942 allo scopo di raggiungere il Caucaso ricco di petrolio e chiudere il Volga alla navigazione sovietica: la 16. Panzer-Division partecipò a svariati combattimenti nella marcia dal Mius al Volga e fu risucchiata nella battaglia di Stalingrado, durante la quale soffrì perdite elevate a fronte di successi minimi; Sieckenius e il resto della divisione furono progressivamente ritirati dalla prima linea e il 20 novembre partirono verso ovest. Incapparono così nelle punte avanzate delle massicce forze sovietiche impegnate ad accerchiare la 6. Armee. Sieckenius guidò personalmente l'avanguardia della divisione e riuscì a portare in salvo il proprio reggimento, il battaglione anticarro e parte della fanteria della divisione, ma rimase ferito nel gennaio 1943. Fu pertanto rimandato in patria per cure e riposo, lasciando al comando del colonnello Hyazinth Graf Strachwitz il comando delle truppe. Decorato con il Distintivo per feriti in argento, verso la fine di febbraio Sieckenius volò a Mayenne per attendere alla ricostituzione della 16. Panzer-Division, andata distrutta a Stalingrado; ne prese il comando il 5 marzo e, in maggio, fu inserita nell'ordine di battaglia del XIV. Panzerkorps del generale Hube, in corso di trasferimento in Italia. Il 1º giugno Sieckenius divenne maggior generale ed ebbe modo di condurre in battaglia la divisione a settembre, contro gli Alleati sbarcati a Salerno il 9; suoi uomini avevano provveduto a disarmare la 222ª Divisione costiera italiana già il giorno precedente (il comandante, maggior generale Ferrante Vincenzo Gonzaga, rimase ucciso). La battaglia contro le truppe anglo-statunitensi fu condotta con determinazione dai tedeschi e Sieckenius arrivò vicino a minacciare le spiagge dello sbarco ma, senza copertura aerea e sotto il tiro dell'artiglieria navale, la 16. Panzer-Division fu arrestata e quindi respinta nella seconda metà di settembre, registrando la quasi totalità delle perdite tedesche a Salerno.

#### Il blocco del carriera, ultimi anni e morte
Sieckenius si trovò al comando della retroguardia tedesca ed ebbe ordine di ritardare l'avanzata statunitense per consentire l'irrobustimento della linea Avellino-Olfante: egli riuscì nel compito assegnatoli, fermando reparti del VI Corps nella zona di Teora il 25 settembre. Stabilizzata momentaneamente la situazione sul versante tirrenico del fronte italiano, il feldmaresciallo Albert Kesselring (comandante dell'Heeresgruppe C) dispose che la 16. Panzer-Division fosse trasferita sull'ala sinistra dello schieramento tedesco per contribuire ad arrestare le divisioni dell'8th Army, che erano riuscite a sbarcare a Termoli presso la foce del fiume Biferno. Sieckenius organizzò il lungo e difficile viaggio attraverso gli Appennini a inizio ottobre e poté impiegare la divisione solo a spizzico; in una serrata battaglia contro due brigate corazzate britanniche perse quasi tutti i carri armati che gli erano rimasti da Salerno e altre perdite furono cagionate dall'attiva aviazione avversaria. Con le forze ridotte a un kampfgruppe, l'ufficiale tedesco poté solo contribuire a coprire il ripiegamento del LXXVI. Panzerkorps in Abruzzo. Questa ritirata impedì a Kesselring di mantenere la linea Volturno-Biferno fino al 16 ottobre, come aveva garantito all'alto comando e a Hitler: Sieckenius e la 16. Panzer-Division furono accusati del cedimento ed egli (definito «capro espiatorio» dalle fonti) fu bruscamente rimosso dal comando il 31 ottobre.
Rimpatriato e collocato nella riserva ufficiali del IX Wehrkreis, con quartier generale a Kassel, fu forzato a seguire sia un corso sulla leadership nazionalsocialista, sia il più breve Corso per comandanti di divisione, di solito riservato a quegli ufficiali che ancora non avevano comandato sul campo una grande unità (un insulto, dunque). Infine, gli furono precluse ulteriori promozioni o avanzamenti di carriera. Solamente il 21 febbraio 1944 ricevette comunicazione di presentarsi all'Ufficio personale dell'esercito a Berlino, dove fu assegnato al 1º Dipartimento in qualità di comandante di divisione di riserva; il mese successivo fu inviato nelle retrovie dell'Heeresgruppe Nord in piena ritirata, a disposizione per sostituire un regolare comandante di divisione in caso di licenza, ferite o morte. Dal 2 al 23 maggio guidò la 290. Infanterie-Division e difese con successo il tratto di fronte del Lago Ladoga, prima di ridare il comando al generale Konrad Heinrichs; subito dopo passò alla testa della 263. Infanterie-Division, un'unità statica: pur poco avvezzo a divisioni non motorizzate, Sieckenius riuscì a evitare la distruzione della divisione durante l'operazione Bagration sovietica e ad attestarsi sul fiume Dvina a fine luglio. Il 14 agosto cedette il comando al generale designato e si spostò a Breslavia per supervisionare lo scioglimento della dissanguata 221. Sicherungs-Division; completato l'incarico il 31, fu immediatamente trasferito alla testa della 391. Sicherungs-Division, a sua volta uscita distrutta dalla grande offensiva sovietica e sempre stanziata nei pressi di Breslavia: era formata da riservisti, volontari anziani, personale amministrativo frettolosamente armato. Sieckenius spese i mesi seguenti a rimettere in forma gli uomini della divisione, tanto che i comandi superiori classificarono la divisione come unità di prima linea, assegnandola alla 9. Armee. Essa fu coinvolta nella fase finale dell'operazione Vistola-Oder sovietica e la 391. (rinforzata da semoventi d'artiglieria, armi automatiche e un parco mezzi) fu inserita nel V. SS-Panzerkorps, gettato in battaglia sull'ala destra dell'armata, tra Guben ed Eberswalde.
Il 16 aprile ebbe inizio l'attacco finale sovietico in direzione di Berlino che, il 19, spezzò il fronte tedesco: Sieckenius e la sua divisione, con il resto del corpo d'armata SS, rifluirono verso la periferia nord-orientale della capitale e il generale si pose al comando di Helmuth Weidling, il responsabile della difesa di Berlino, dopo aver perso i contatti col quartier generale dell'SS-Panzerkorps. Nel corso della battaglia di Berlino Sieckenius cercò di tenere la linea del Landwehrkanal, ma fu respinto verso il centro cittadino con le altre unità tedesche; la 391. Division subì perdite gravi e una sua parte (compreso il comando) finì accerchiata il 28 aprile nella stazione Görlitzer della metropolitana, a corto di munizioni. Sieckenius ordinò ai superstiti di cercare scampo e si pose alla testa di un drappello di volontari per lanciare un attacco suicida, allo scopo di fornire loro copertura: rimase ucciso nella carica con tutti gli altri attaccanti. Quel che rimaneva della 391. Division fu preso prigioniero alla fine della concomitante battaglia di Halbe, subito a sud di Berlino. Un'altra fonte, al contrario, afferma che Sieckenius era presente a quest'ultima battaglia (sebbene con funzioni non meglio precisate) e che rimase ucciso in combattimento il 28 aprile nei pressi del villaggio di Märkisch Buchholz.